# Ойкасы (Лапсарское сельское поселение)
 Ойкасы́  (чув. Ойкасси) — деревня в Чебоксарском районе Чувашской Республики. Входит в состав Лапсарского сельского поселения.

## География
Находится в северной части Чувашии, почти примыкая с запада к границам районного центра — посёлка Кугеси, вблизи железной дороги и автомагистрали М7 «Волга».

## История
Известна с 1721 года как выселок деревни Тоганашево (ныне в составе Ойкасов) с населением 177 мужчин. В 1747 году в Тоганашево было 137 мужчин, в 1795 — 30 дворов и 348 жителей. В 1897 году 183 жителя, в 1926 — 46 дворов, 213 жителей, в 1939 — 257 жителей, в 1979 — 294. В 2002 году был 81 двор, в 2010 — 77 домохозяйств. В 1933 году образован колхоз «Пылых», в 2010 году работало ООО «Чебоксарская птицефабрика».

## Население
| 2010 | 2012 |
| ---- | ---- |
| 250  | ↗257 |

Постоянное население составляло 233 человека (чуваши — 99 %) в 2002 году, 250 в 2010.

## Памятники и памятные места
- Обелиск воинам, погибшим в Великой Отечественной войне (ул. Октябрьская)[6].